# کاترین وودویل، دوشس باکینگهام
کاترین وودویل، دوشس باکینگهام (انگلیسی: Katherine Woodville, Duchess of Buckingham; ح. 1458 – 18 may ۱۴۹۷ (۳۸−۳۹ سال)) دوشس باکینگهام، و نجیب‌زاده اهل پادشاهی انگلستان بود.